# Джон Келог
Джон Харви Келог (на английски: John Harvey Kellogg; род. 26 февруари 1852 г. в Тайроун, Мичиган, САЩ; † 14 декември 1943 г. в Батъл Крийк, Мичиган, САЩ) е американски лекар и се счита за съоткривател (заедно със своя брат Уил Кийт Келог) на корнфлейкса и откривател на фъстъченото масло (Peanut butter). Келог пише книги по здравни въпроси и хранене и ръководи собствен санаториум. Заедно с брат си Уил основава компанията Sanitas Food Company, която произвежда от 1897 г. Kellogg's Cornflakes.
Джон Келог поема през 1876 г. ръководството на „здравния институт“ (Health Institute) на Елън Уайт и го преименува в „санаториум“ (Sanatorium). По това време здравното заведение е било слабо посетено. Келог използва т. нар. холистични (разглеждане на човека като органична цялост) методи на лекуване, особено вегетарианско хранене, хидротерапия, клизма и лечебна гимнастика. Той бил - както и другите ръководни личности на адвентистите от седмия ден - привърженик на т.нар. natural hygiene, която отхвърляла методите на официалната медицина. Под негово ръководство санаториума става известен и разполага през 1900 г. със 700 легла.
Тази алтернативна медицина, която Келог практикувал, развива различни теории за появяването на болести. Една значима теория е за самоотравянето на тялото. Келог бил убеден, че 90% от всички болести са на стомашно-чревно основа, предизвикани от неправилно хранене и начин на живот (като например месо, алкохол, кафе, пушене, подправки и безконтролен секс).
Санаториумът се посещава от някои известни пациенти, като Хенри Форд, актрисата Сара Бернар, Томас Едисън, Джордж Бърнард Шоу, Джони Вайсмюлер, Руал Амундсен, авиаторката Амелия Ерхарт и др. През 1920 г. годишното посещение брои около 1200 пациенти.
През 1993 г. излезлия роман The Road to Wellville от T. C. Boyle е една фиктивна, сатирична история за Келог и неговия санаториум. Книгата се екранизира от режисьора Алън Паркър и излиза на големия екран през 1994 г. В главната роля на Келог играе Антъни Хопкинс.

## Публикации
- Plain Facts for Old and Young: Embracing the Natural History ad Hygiene of Organic Life (1877)
- Treatments for Self-Abuse and its Effects, Plain Facts for Old and Young (1888)
- Ladies Guide in Health and Disease (1893)
- The Art of Massage (1895)
- Rational Hydrotherapy (1903)
- Needed – A New Human Race (1914)
- The Eugenics Registry (1915)
- Autointoxination or Intestinal Toxemia (1922)
- Tobaccoism or How Tobacco kills (1923)
- New Dietetics: A Guide to Scientific Feeding in Health and Disease (1927)

1. ↑  john-h-kellogg //  Национална зала на славата на изобретателите на САЩ.